# 猫猫虎
《猫猫虎》是中国漫画家十九番画的中国漫画，主人公来自一个叫猫虎族族群，所以他同时具备猫和老虎的特征。作者说：“漫画家们都是童心未泯的大孩子，其实这个特殊群体才是更需要社会关爱和温暖的"大孩子"，希望画笔能让他们画出心底的真情真意。”。